# Cyangugu
Cyangugu, también conocida como Ciangugu o "Shangugu", es una ciudad en el suroeste de Ruanda, perteneciente a la provincia Occidental, junto a la frontera de la República Democrática del Congo, al lado del lago Kivu. Está separada de este país por el río Ruzizi, el cual es atravesado en la ciudad por dos puentes. Es la capital del distrito de Rusizi.
El asentamiento tiene dos áreas principales: la propia Cyangugu, el distrito con una baja densidad de población a las orillas del lago, y Kamembe, que concentra la industria y el transporte an norte de la ciudad. Dispone de un aeropuerto que conecta 3 veces por semana con Kigali, la capital de Ruanda.
La ciudad se encuentra cerca del bosque Nyungwe, un enclave turístico que es una de las últimas áreas forestales del país hogar de chimpancés y muchas otras especies de primates.
La población en 2002 era de 19.900 habitantes aproximadamente.